# 1982-es labdarúgó-világbajnokság-selejtező (AFC–OFC)
Az 1982-es labdarúgó-világbajnokság selejtezőjének összevont AFC és OFC-zónájában összesen 21 nemzet versenyzett a 2 világbajnoki helyért, de a háborúban álló Irán még a selejtezők kezdete előtt visszalépett, így végül 20 csapattal bonyolították le a selejtezősorozatot. 

## Lebonyolítás
- Első forduló: a 20 csapatot négy csoportba sorsolták és különböző szabályok szerint döntöttek el a továbbjutó helyekről. 
  - 1. csoport: ebben a csoportban 5 csapat szerepelt és oda-visszavágós rendszerben, hazai pályán és idegenben egyaránt megmérkőztek egymással a felek. A csoportgyőztes továbbjutott.
  - 2. csoport: ebben a csoportban 5 csapat szerepelt és csak egy alkalommal mérkőztek egymással a felek. A csoport összes mérkőzését Rijádban, Szaúd-Arábiában játszották. A csoportgyőztes továbbjutott.
  - 3. csoport: ebben a csoportban 4 csapat szerepelt, akiket összepárosítottak és csak egy alkalommal mérkőztek egymással a felek. A csoport összes mérkőzését Kuvaitban játszották. A csoportgyőztes továbbjutott.
  - 4. csoport: ebben a csoportban 6 csapat szerepelt, az összes mérkőzését Hongkongban játszották. 
    - Előselejtező-kör: a csapatokat összepárosították és egy mérkőzést játszottak a felek. Az eredmények alapján kerültek beosztásra a csoportok.
    - Csoportkör: az előselejtezők alapján a 6 csapatot két darab 3 tagú csoportba osztották, ahol csak egy alkalommal mérkőztek egymással a felek. A csoportgyőztesek és a második helyen végzett csapatok bejutottak az elődöntőbe.
    - Elődöntő: az A csoport győztese a B csoport második helyezettjével, míg a B csoport győztese az A csoport második helyezettjével találkozott egy alkalommal és a  két párharc győztese bejutott a döntőbe.
    - Döntő: egy mérkőzésen döntötték el a párharcot és a győztes bejutott a második fordulóba.
- Második forduló: a 4 továbbjutó csapat oda-visszavágós rendszerben, hazai pályán és idegenben is egyaránt megmérkőzött egymással. A csoportgyőztes és a második helyen végzett csapat kijutott az 1982-es világbajnokságra.

## Első forduló

### 1. csoport
| Hely. | Csapat          | M | Gy | D | V | G+ | G– | Gk  | P  | Továbbjutás                  |     | Új-Zéland | Ausztrália (ország) | Indonézia | Kínai Köztársaság | Fidzsi-szigetek |
| ----- | --------------- | - | -- | - | - | -- | -- | --- | -- | ---------------------------- | --- | --------- | ------------------- | --------- | ----------------- | --------------- |
| 1.    | Új-Zéland       | 8 | 6  | 2 | 0 | 31 | 3  | +28 | 14 | Bejutott a második fordulóba |     | —         | 3–3                 | 5–0       | 2–0               | 13–0            |
| 2.    | Ausztrália      | 8 | 4  | 2 | 2 | 22 | 9  | +13 | 10 |                              |     | 0–2       | —                   | 2–0       | 3–1               | 10–0            |
| 3.    | Indonézia       | 8 | 2  | 2 | 4 | 5  | 14 | −9  | 6  |                              | 0–2 | 1–0       | —                   | 1–0       | 3–3               |                 |
| 4.    | Tajvan          | 8 | 1  | 3 | 4 | 5  | 8  | −3  | 5  |                              | 0–0 | 0–0       | 2–0                 | —         | 0–0               |                 |
| 5.    | Fidzsi-szigetek | 8 | 1  | 3 | 4 | 6  | 35 | −29 | 5  |                              | 0–4 | 1–4       | 0–0                 | 2–1       | —                 |                 |

### 2. csoport
| Hely. | Csapat       | M | Gy | D | V | G+ | G– | Gk | P | Továbbjutás                  |   | Szaúd-Arábia | Irak | Katar | Bahrein |     |
| ----- | ------------ | - | -- | - | - | -- | -- | -- | - | ---------------------------- | - | ------------ | ---- | ----- | ------- | --- |
| 1.    | Szaúd-Arábia | 4 | 4  | 0 | 0 | 5  | 0  | +5 | 8 | Bejutott a második fordulóba |   | —            | 1–0  | 1–0   | 1–0     | 2–0 |
| 2.    | Irak         | 4 | 3  | 0 | 1 | 5  | 2  | +3 | 6 |                              |   | –            | —    | 1–0   | 2–0     | 2–1 |
| 3.    | Katar        | 4 | 2  | 0 | 2 | 5  | 3  | +2 | 4 |                              | – | –            | —    | 3–0   | 2–1     |     |
| 4.    | Bahrein      | 4 | 1  | 0 | 3 | 1  | 6  | −5 | 2 |                              | – | –            | –    | —     | 1–0     |     |
| 5.    | Szíria       | 4 | 0  | 0 | 4 | 2  | 7  | −5 | 0 |                              | – | –            | –    | –     | —       |     |

### 3. csoport
| Hely. | Csapat    | M | Gy | D | V | G+ | G– | Gk  | P | Továbbjutás                  |   | Kuvait | Dél-Korea | Malajzia | Thaiföld |
| ----- | --------- | - | -- | - | - | -- | -- | --- | - | ---------------------------- | - | ------ | --------- | -------- | -------- |
| 1.    | Kuvait    | 3 | 3  | 0 | 0 | 12 | 0  | +12 | 6 | Bejutott a második fordulóba |   | —      | 2–0       | 4–0      | 6–0      |
| 2.    | Dél-Korea | 3 | 2  | 0 | 1 | 7  | 4  | +3  | 4 |                              |   | –      | —         | 2–1      | 5–1      |
| 3.    | Malajzia  | 3 | 0  | 1 | 2 | 3  | 8  | −5  | 1 |                              | – | –      | —         | 2–2      |          |
| 4.    | Thaiföld  | 3 | 0  | 1 | 2 | 3  | 13 | −10 | 1 |                              | – | –      | –         | —        |          |

### 4. csoport
| 1. csapat   | Végeredmény | 2. csapat |
| ----------- | ----------- | --------- |
| Kína        | 1–0         | Hongkong  |
| Japán       | 1–0         | Szingapúr |
| Észak-Korea | 3–0         | Makaó     |

#### A4 csoport
| Hely. | Csapat | M | Gy | D | V | G+ | G– | Gk | P | Továbbjutás                  |  | Kína | Japán | Makaó |
| ----- | ------ | - | -- | - | - | -- | -- | -- | - | ---------------------------- |  | ---- | ----- | ----- |
| 1.    | Kína   | 2 | 2  | 0 | 0 | 4  | 0  | +4 | 4 | Bejutott a második fordulóba |  | —    | 1–0   | 3–0   |
| 2.    | Japán  | 2 | 1  | 0 | 1 | 3  | 1  | +2 | 2 | Bejutott a második fordulóba |  | –    | —     | 3–0   |
| 3.    | Makaó  | 2 | 0  | 0 | 2 | 0  | 6  | −6 | 0 |                              |  | –    | –     | —     |

#### B4 csoport
| Hely. | Csapat      | M | Gy | D | V | G+ | G– | Gk | P | Továbbjutás                  |  | Észak-Korea | Hongkong | Szingapúr |
| ----- | ----------- | - | -- | - | - | -- | -- | -- | - | ---------------------------- |  | ----------- | -------- | --------- |
| 1.    | Észak-Korea | 2 | 1  | 1 | 0 | 3  | 2  | +1 | 3 | Bejutott a második fordulóba |  | —           | –        | 1–0       |
| 2.    | Hongkong    | 2 | 0  | 2 | 0 | 3  | 3  | 0  | 2 | Bejutott a második fordulóba |  | 2–2         | —        | 1–1       |
| 3.    | Szingapúr   | 2 | 0  | 1 | 1 | 1  | 2  | −1 | 1 |                              |  | –           | –        | —         |

#### Zóna elődöntő
| 1. csapat   | Végeredmény  | 2. csapat |
| ----------- | ------------ | --------- |
| Észak-Korea | 1–0 (h.u.)   | Japán     |
| Hongkong    | 0–0 (t. 4–5) | Kína      |

#### Zóna döntő
| 1. csapat | Végeredmény | 2. csapat   |
| --------- | ----------- | ----------- |
| Kína      | 4–2 (h.u.)  | Észak-Korea |

## Második forduló
| Hely. | Csapat       | M | Gy | D | V | G+ | G– | Gk  | P | Továbbjutás                          |  | Kuvait | Új-Zéland | Kína | Szaúd-Arábia |
| ----- | ------------ | - | -- | - | - | -- | -- | --- | - | ------------------------------------ |  | ------ | --------- | ---- | ------------ |
| 1.    | Kuvait       | 6 | 4  | 1 | 1 | 8  | 6  | +2  | 9 | Kijutott az 1982-es világbajnokságra |  | —      | 2–2       | 1–0  | 2–0          |
| 2.    | Új-Zéland    | 6 | 2  | 3 | 1 | 11 | 6  | +5  | 7 | Pótselejtezőt játszott               |  | 1–2    | —         | 1–0  | 2–2          |
| 3.    | Kína         | 6 | 3  | 1 | 2 | 9  | 4  | +5  | 7 | Pótselejtezőt játszott               |  | 3–0    | 0–0       | —    | 4–2          |
| 4.    | Szaúd-Arábia | 6 | 0  | 1 | 5 | 4  | 16 | −12 | 1 |                                      |  | 0–1    | 0–5       | 0–2  | —            |

| 1981. szeptember 24. |

| Kína | 0–0         | Új-Zéland |
| ---- | ----------- | --------- |
|      | Jegyzőkönyv |           |

| Munkás Stadion, Peking Nézőszám: 63 000 Játékvezető: Szano Tosikazu (japán) |

| 1981. október 3. |

| Új-Zéland   | 1–0         | Kína |
| ----------- | ----------- | ---- |
| Herbert 43' | Jegyzőkönyv |      |

| Mount Smart Stadion, Auckland Nézőszám: 15 903 Játékvezető: Vijit Getkaew (thaiföldi) |

| 1981. október 10. |

| Új-Zéland   | 1–2         | Kuvait                             |
| ----------- | ----------- | ---------------------------------- |
| Wooddin 24' | Jegyzőkönyv | ad-Dahíl 61' (11-esből) Jaakúb 90' |

| Mount Smart Stadion, Auckland Nézőszám: 21 101 Játékvezető: Sudarso Hardjowasito (indonéz) |

| 1981. október 18. |

| Kína                                               | 3–0         | Kuvait |
| -------------------------------------------------- | ----------- | ------ |
| Rong Zhixing 24' Gu Guangming 28' Shen Xiangfu 59' | Jegyzőkönyv |        |

| Munkás Stadion, Peking Nézőszám: 63 000 Játékvezető: Tony Bosković (ausztrál) |

| 1981. november 4. |

| Szaúd-Arábia | 0–1         | Kuvait        |
| ------------ | ----------- | ------------- |
|              | Jegyzőkönyv | Al-Anbari 55' |

| Herceg Fajszal bin Fahd Sportközpont, Rijád Nézőszám: 28 000 Játékvezető: Alf Gray (angol) |

| 1981. november 12. |

| Kína                                                                   | 4–2         | Szaúd-Arábia                       |
| ---------------------------------------------------------------------- | ----------- | ---------------------------------- |
| Zuo Shusheng 62' Chen Jingang 63' Gu Guangming 76' Huang Xiangdong 88' | Jegyzőkönyv | Al Nifawi 10' Medzsid Abdullah 11' |

| Merdeka Stadion, Kuala Lumpur1 Nézőszám: 40 000 Játékvezető: Alexis Ponnet (belga) |

| 1981. november 19. |

| Kína                                | 2–0         | Szaúd-Arábia |
| ----------------------------------- | ----------- | ------------ |
| Huang Xiangdong 24' Cai Jinbiao 27' | Jegyzőkönyv |              |

| Merdeka Stadion, Kuala Lumpur1 Nézőszám: 45 000 Játékvezető: José Roberto Wright (brazil) |

| 1981. november 28. |

| Új-Zéland                         | 2–2         | Szaúd-Arábia             |
| --------------------------------- | ----------- | ------------------------ |
| McClure 5' (11-esből) Herbert 87' | Jegyzőkönyv | Medzsid Abdullah 37' 41' |

| Mount Smart Stadion, Auckland Játékvezető: Arturo Ithurralde (argentin) |

| 1981. november 30. |

| Kuvait       | 1–0         | Kína |
| ------------ | ----------- | ---- |
| Al-Anbari 7' | Jegyzőkönyv |      |

| Mohammed Al-Hamad Stadion, Kuvaitváros Nézőszám: 25 000 Játékvezető: Lee Kok Leong (szingapúri) |

| 1981. december 7. |

| Kuvait           | 2–0         | Szaúd-Arábia |
| ---------------- | ----------- | ------------ |
| ad-Dahíl 36' 56' | Jegyzőkönyv |              |

| Mohammed Al-Hamad Stadion, Kuvaitváros Nézőszám: 25 000 Játékvezető: Jan Redelfs (nyugatnémet) |

| 1981. december 14. |

| Kuvait                    | 2–2         | Új-Zéland            |
| ------------------------- | ----------- | -------------------- |
| Kameel 41' Al-Hashash 89' | Jegyzőkönyv | Sumner 65' Rufer 66' |

| Mohammed Al-Hamad Stadion, Kuvaitváros Nézőszám: 20 000 Játékvezető: Henning Lund-Sørensen (dán) |

| 1981. december 19. |

| Szaúd-Arábia | 0–5         | Új-Zéland                           |
| ------------ | ----------- | ----------------------------------- |
|              | Jegyzőkönyv | Rufer 16' B. Turner 17' Wooddin 38' |

| Herceg Fajszal bin Fahd Sportközpont, Rijád Nézőszám: 5000 Játékvezető: Charles Corver (holland) |

1 A két mérkőzést semleges helyszínen, Malajziában rendezték, mert a Kínai Népköztársaság és Szaúd-Arábia nem rendelkezett diplomáciai kapcsolattal.

## Pótselejtező
Abban az időben a szerzett gólokat és az egymás elleni eredményt nem alkalmazták a rangsorolásnál. Új-Zéland és Kína ugyanannyi pontot szerzett és a gólkülönbségük is megegyezett, ezért az a döntés született, hogy a felek pótselejtezőt játszanak semleges pályán és a győztes kijut a világbajnokságra.
A mérkőzést eredetileg Kuala Lumpurban rendezték volna egészen addig, amíg Új-Zéland nem tiltakozott a korábbi kínai meccseknek otthont adó helyszín miatt. Melbourne-t is figyelembe vették, de végül Szingapúrra esett a választás.
| 1982. január 10. |

| Új-Zéland             | 2–1         | Kína                |
| --------------------- | ----------- | ------------------- |
| Wooddin 24' Rufer 47' | Jegyzőkönyv | Huang Xiangdong 75' |

| Nemzeti Stadion, Szingapúr Nézőszám: 60 000 Játékvezető: Romualdo Arppi Filho (brazil) |

## Kijutott csapatok
Az alábbi két csapat jutott ki az AFC-zónából az 1982-es labdarúgó-világbajnokságra.
| Csapat    | Kijutás                 | Kijutás dátuma     | Korábbi részvételek a világbajnokságon |
| --------- | ----------------------- | ------------------ | -------------------------------------- |
| Kuvait    | A 2. forduló győztese   | 1981. december 14. | 0 (debütálás)                          |
| Új-Zéland | A pótselejtező győztese | 1982. január 10.   | 0 (debütálás)                          |